# باول رامزي (عازف جاز)
باول رامزي (بالإنجليزية: Paul Ramsey)‏ هو عازف جاز أمريكي، ولد في 24 يناير 1966 في Cheltenham, Pennsylvania ‏ في الولايات المتحدة.

## وصلات خارجية
- باول رامزي على موقع ميوزك برينز (الإنجليزية)
- باول رامزي على موقع ديسكوغز (الإنجليزية)